# Paleacrita
Paleacrita là một chi bướm đêm thuộc họ Geometridae.

## Các loài
- Paleacrita longiciliata Hulst, 1898
- Paleacrita merricata Dyar, 1903
- Paleacrita vernata (Peck, 1795)